# Queija
Queija (llamada oficialmente Santa Cruz de Queixa) es una parroquia española del municipio de Chandreja de Queija, en la provincia de Orense, Galicia.

## Organización territorial
La parroquia está formada por cinco entidades de población:
- A Quinta
- A Senra
- As Taboazas
- Castelariña
- Santa Cruz

## Demografía
| Gráfica de evolución demográfica de Queija entre 2000 y 2022 |
|                                                              |
| Datos según el nomenclátor publicado por el INE.             |